# Фердинанд Карл Австрійський (1821—1849)
Фердинанд Карл Віктор Австрійський-Есте (нім. Ferdinand Karl Victor von Österreich-Este, італ. Ferdinando Carlo Vittorio d'Austria-Este), ( 20 липня 1821 — 15 грудня 1849) — ерцгерцог Австрійський-Есте та принц Модени та Реджо з роду Габсбургів-Есте, син герцога Модени та Реджо Франческо IV та сардинської принцеси Марії Беатріче. Фельдмаршал-лейтенант австрійської армії. Кавалер кількох орденів.

## Біографія
Народився 20 липня 1821 року у Модені. Був третьою дитиною та другим сином у родині правлячого герцога Модени та Реджо, ерцгерцога Австрійського-Есте, Франческо IV та його дружини Марії Беатріче Савойської. Мав старшого брата Франческо, старшу сестру Марію Терезу й молодшу — Марію Беатріче. Мешкало сімейство у Герцогському палаці Модени, також мали літню резиденцію Катайо. 
У лютому 1831 року герцогині з дітьми довелося втікати з Модени через спробу державного перевороту карбонаріями. В Горіції їх прийняла її сестра Марія Анна. Втім, завдяки військовій допомозі Австрії, вони невдовзі повернулися додому. 
Через свою матір Фердинанд Карл мав якобітські права на трон Англії, Шотландії, Ірландії та Франції.
Вступив на військову службу до австрійської армії, мав ґрунтовні знання у артилерійській справі. Брав участь в італійській та угорській кампаніях, під час яких декілька разів відзначився. Згодом отримав чини генерал-майора та фельдмаршала-лейтенанта і став шефом 26-го імперського піхотного полку.
У 1843 та 1844 роках перебував у Лемберзі, де його дядько Фердинанд д'Есте обіймав посаду цивільного та військового генерал-губернатора Галичини, й швидко став відомим своїм люб'язним і привітним характером.
У віці 26 років узяв шлюб із 16-річною австрійською ерцгерцогинею з угорської гілки династії Габсбургів Єлизаветою Францискою, відомою своєю вродою. Весілля відбулося 4 жовтня 1847 у палаці Шенбрунн у Відні.

У подружжя народилася єдина донька Марія Тереза (1849—1919), яка в подальшому стала дружиною короля Баварії Людвіга III і мала з ним тринадцятеро дітей.

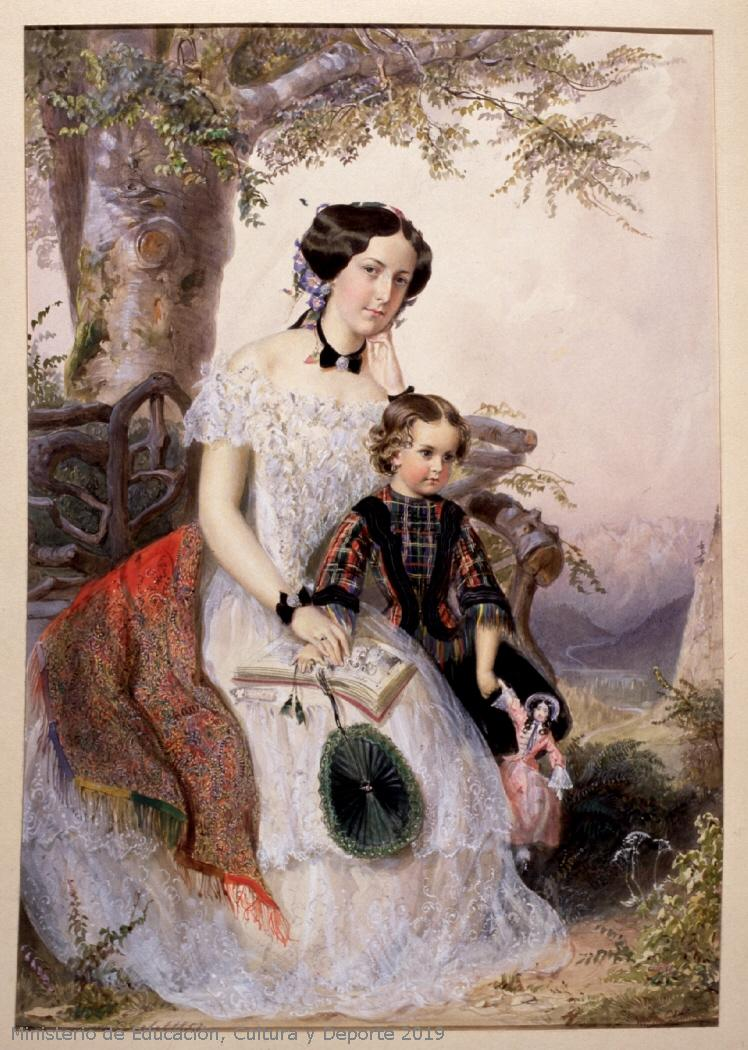
Портрет Єлизавети з донькою

Після вцарювання у грудні 1848 року Франца Йозефа ерцгерцог Фердинанд Карл був відправлений до Берліна як спеціальний посол, аби оголосити про сходження на престол нового імператора.
Виконуючи обов'язки фельдмршала-лейтенанта у Брно, дізнався про раптовий стрибок високої смертності у шпиталях й вирішив особисто дізнатися чи не є причиною недостатній догляд за хворими. 10 грудня 1849 близько опівночі залишив військовий табір і вирушив на інспекцію до лікарні. Там, разом із супроводом, розмовляв із лікарями та медсестрами, оглядав усе навколо, переходив від ліжка до ліжка, був присутнім під час смерті кількох солдатів. Перебував у шпиталі тривалий час, перш ніж переговорити з останнім пацієнтом. Через п'ять днів Фердинанд Карл сам пішов з життя. Один із членів його супроводу помер двома днями раніше.
Поховали принца у церкві Святого Вінченцо на батьківщині.

## Нагороди
- Орден Золотого руна (Австрійська імперія);
- Орден Чорного орла (Прусське королівство);
- Орден Червоного орла (Прусське королівство);
- Орден Рутової корони (Саксонське королівство);
- Орден Людвіга (Велике герцогство Гессенське).